# Moira Delia
Moira Delia, född  30 oktober 1971 på Malta, är en maltesisk skådespelerska och programledare. Hon kommer att stå värd för Junior Eurovision Song Contest 2014 på Malta, och blir därmed den första att arrangera tävlingen själv. Hon är även känd för att ha lett Maltas nationella uttagning till Eurovision Song Contest